# ФК Ливингстън
ФК Ливингстън (на английски: Livingston Football Club) е шотландски професионален футболен отбор от град Хамилтън, Южен Ланаркшър. Клубът е основан през 1943 г. и играе домакинските си мачове на Алмондвейл, който разполага с капацитет от малко над 9 512 места. Отборът се състезава в най-високото ниво на шотландския клубен футбол – шотландската Премиър лига.

## История
Ливингстън е основан през 1943 година. Носител на Купата на шотландската лига през 2004 година. През сезон 2001/02 клубът печели бронзовите медали в шотландското първенство и печели правото да играе в турнира за Купата на УЕФА.

## Предишни имена
| Години      | Име                                  |
| ----------- | ------------------------------------ |
| 1943 – 1974 | „Феранти Тисъл“ Ferranti Thistle     |
| 1974 – 1995 | „Мидоубанк Тисъл“ Meadowbank Thistle |
| от 1995 г.  | „Ливингстън“ Livingston              |

## Успехи
- Шотландска премиър лига:
  -  Бронзов медалист (1): 2001/02
- Купа на лигата:
  -  Носител (1): 2004
  -  Финалист (1): 2020/21
- Първа дивизия:
  -  Шампион (1): 2000/01
- Втора дивизия:
  -  Шампион (3): 1986/87, 1998/99, 2010/11
- Трета дивизия:
  -  Шампион (2): 1995/96, 2009/10
- Купа на предизвикателството:
  -  Носител (1): 2014/15
  -  Финалист (1): 2000/01

## Известни футболисти
- Серхио Берти
- Уесли Хулахан
- Гилермо Амор
- Симоне Дел Неро
- Марвин Андрюс
- Паскал Нума
- Греъм Доранс
- Пол Ламбърт
- Робърт Снодграс
- Тиъдор Вайтмоур

## Български футболисти
- Спас Георгиев: 2015/16 - (8 мача - 0 гола)
- Николай Тодоров: 2017/18 (32 мача - 6 гола)